# Morgan Motor
Pour les articles homonymes, voir Morgan.

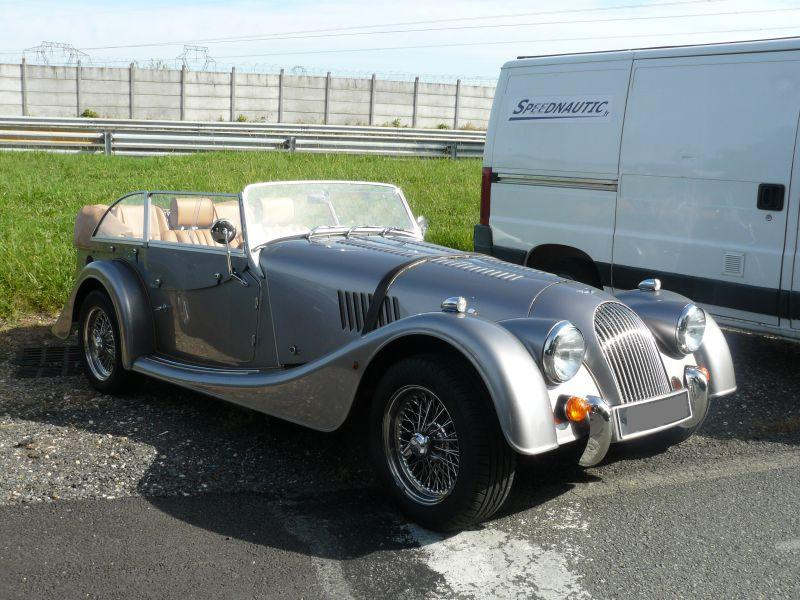
Morgan Tourer 4 places

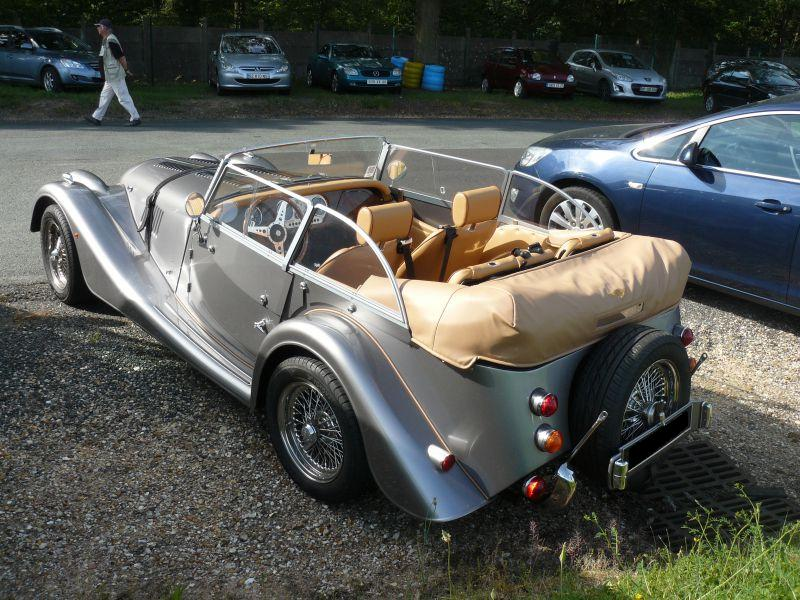
Morgan Tourer 4 places

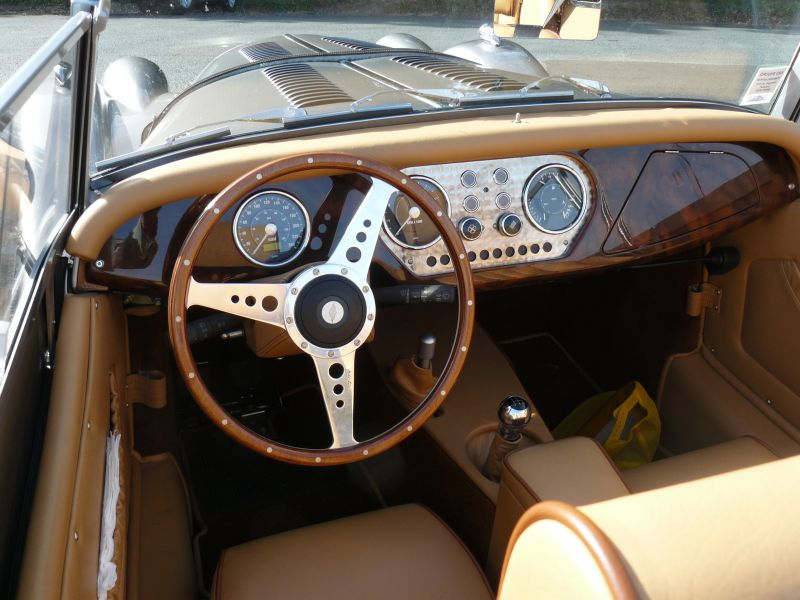
La planche de bord d'une Tourer

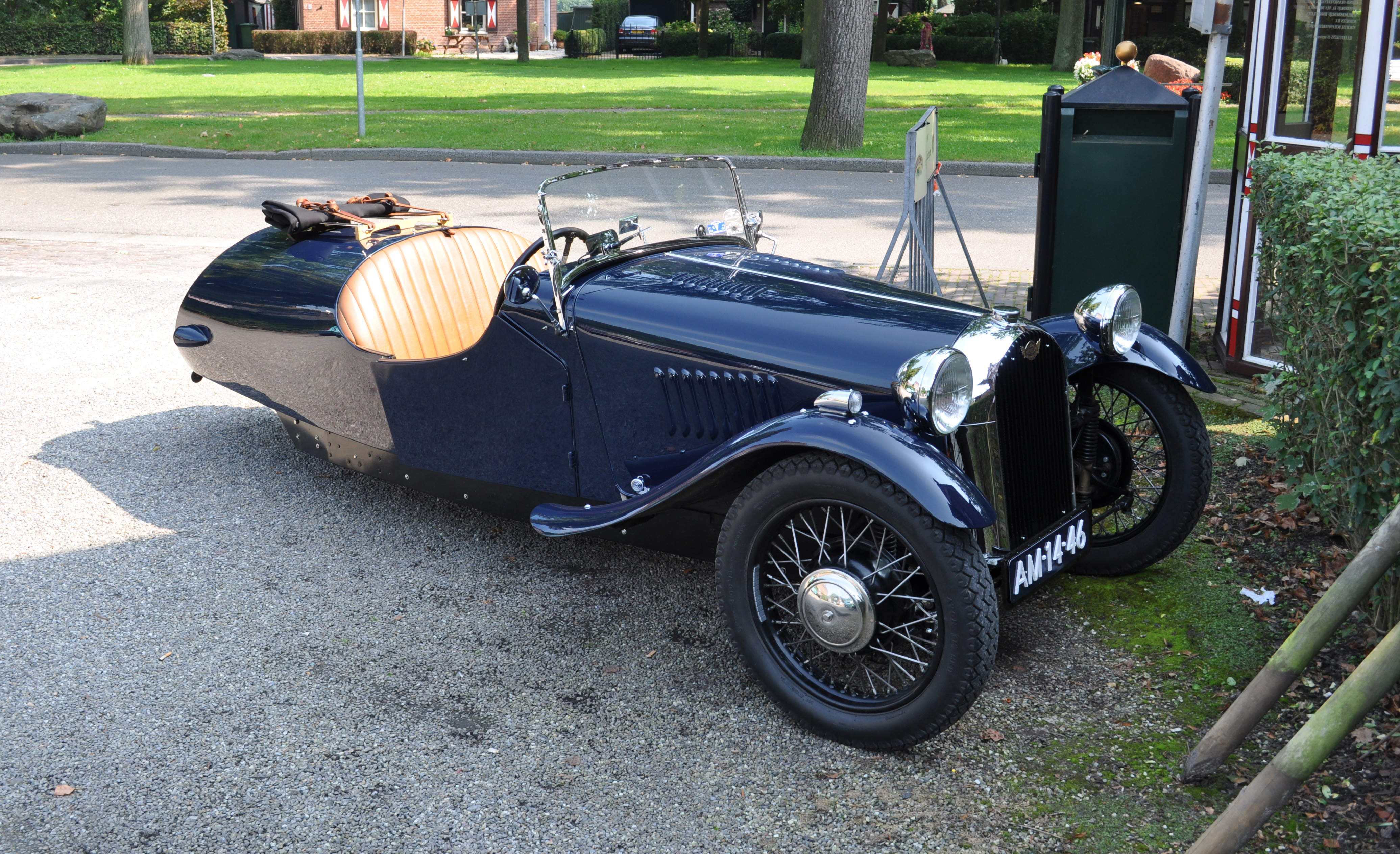
Une Cyclecar (trois roues) des débuts

Morgan Motor Company est un constructeur automobile britannique spécialisé dans la production de voitures sportives, dont le style évoque encore aujourd'hui pour beaucoup les années 1940 et 1950. Il se caractérise par son aspect à la fois familial et artisanal : la société était dirigée par un des fils du fondateur jusqu'en 2003, date de sa mort. Il est basé à Malvern dans le Worcestershire, en Angleterre.
En outre, Morgan n'utilise pas de chaîne de montage. Une large partie de la fabrication se fait encore à la main. 
Depuis 1936, les voitures sont construites selon le même procédé, alors courant dans la construction automobile : sur un châssis en aluminium, composé de deux poutres longitudinales et de plusieurs traverses, est attaché un bâti en frêne, lui-même recouvert de la carrosserie,. 
Ce sont les dernières voitures à être encore construites selon ce schéma ; en dépit de cette méthode ancienne, les Morgan répondent aux normes de sécurité automobile.

## Histoire
La société est créée en 1910 par Henry Frederick Stanley Morgan (dit H.F.S. Morgan), ingénieur chez Great Western Railway. En 1906, il démissionne et achète un garage à Malvern Link, dans le Worcestershire. Là, il monte pour le plaisir une voiture, la première Morgan Runabout, qui se caractérise déjà par sa grande légèreté (200 kg). Ayant reçu des commentaires encourageants, il se lance dans une production à petite échelle. En 1910, il débute dans la course automobile. Jusqu'en 1929, Morgan Motor Company ne produit que de petites voitures à trois roues, dites Cyclecar. En 1936, la société lance le premier Four-four (4/4), c'est-à-dire un véhicule doté de quatre roues et de quatre cylindres. Si ce modèle ne fut pas un grand succès, la Plus-Four qui le remplaçait en 1950 fit de brillants débuts en rallye.

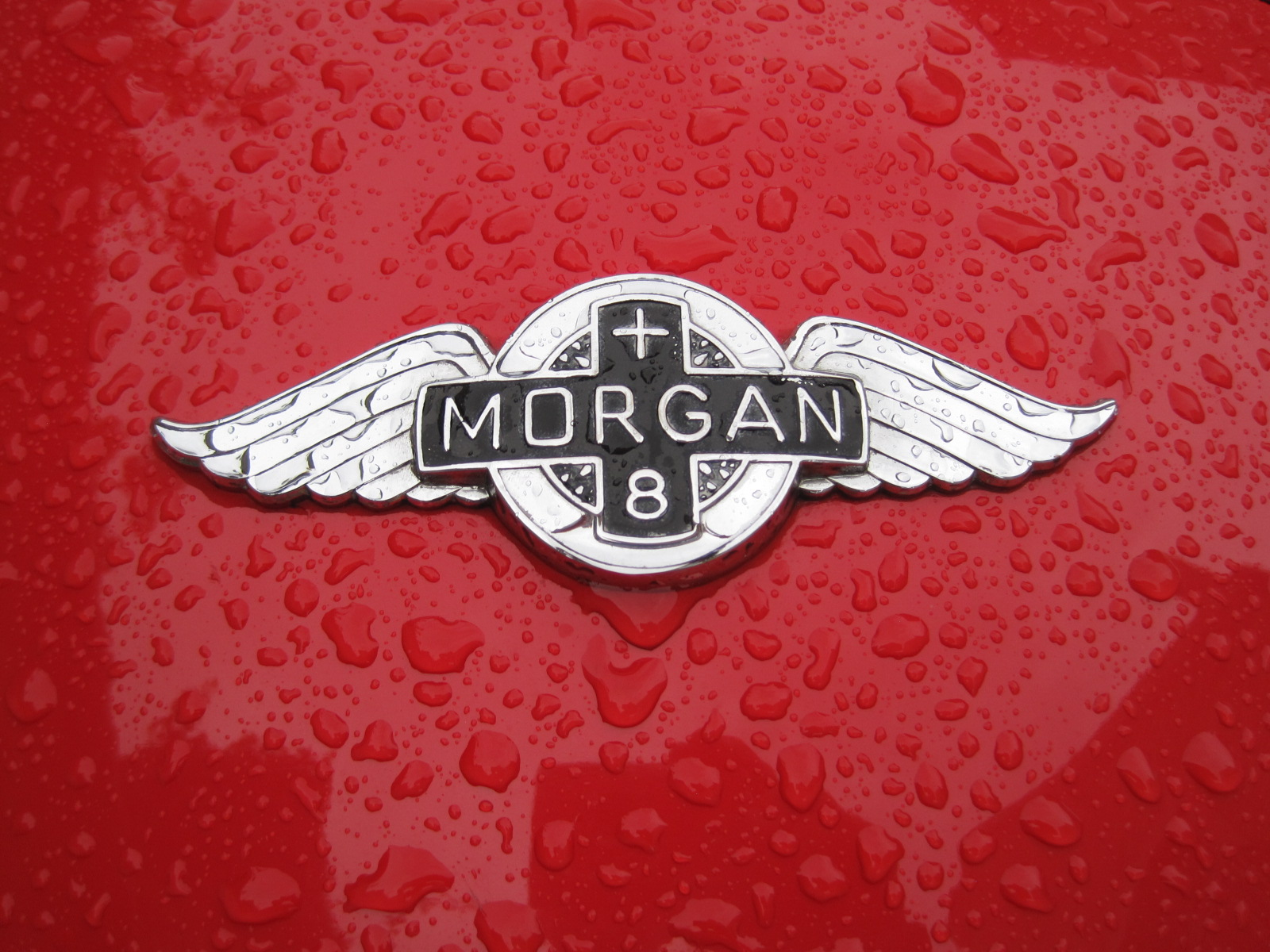
Morgan +8
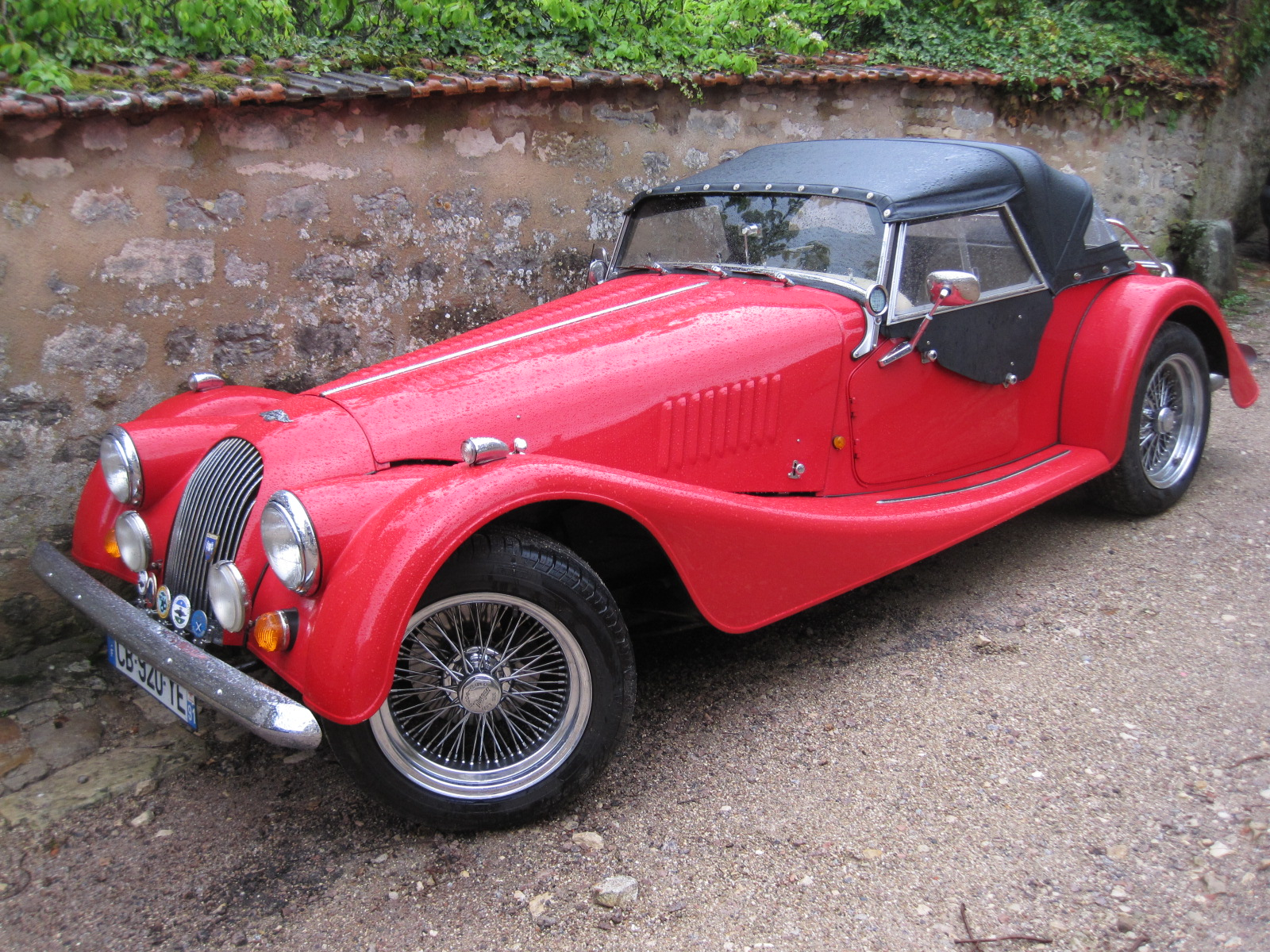
Morgan +8
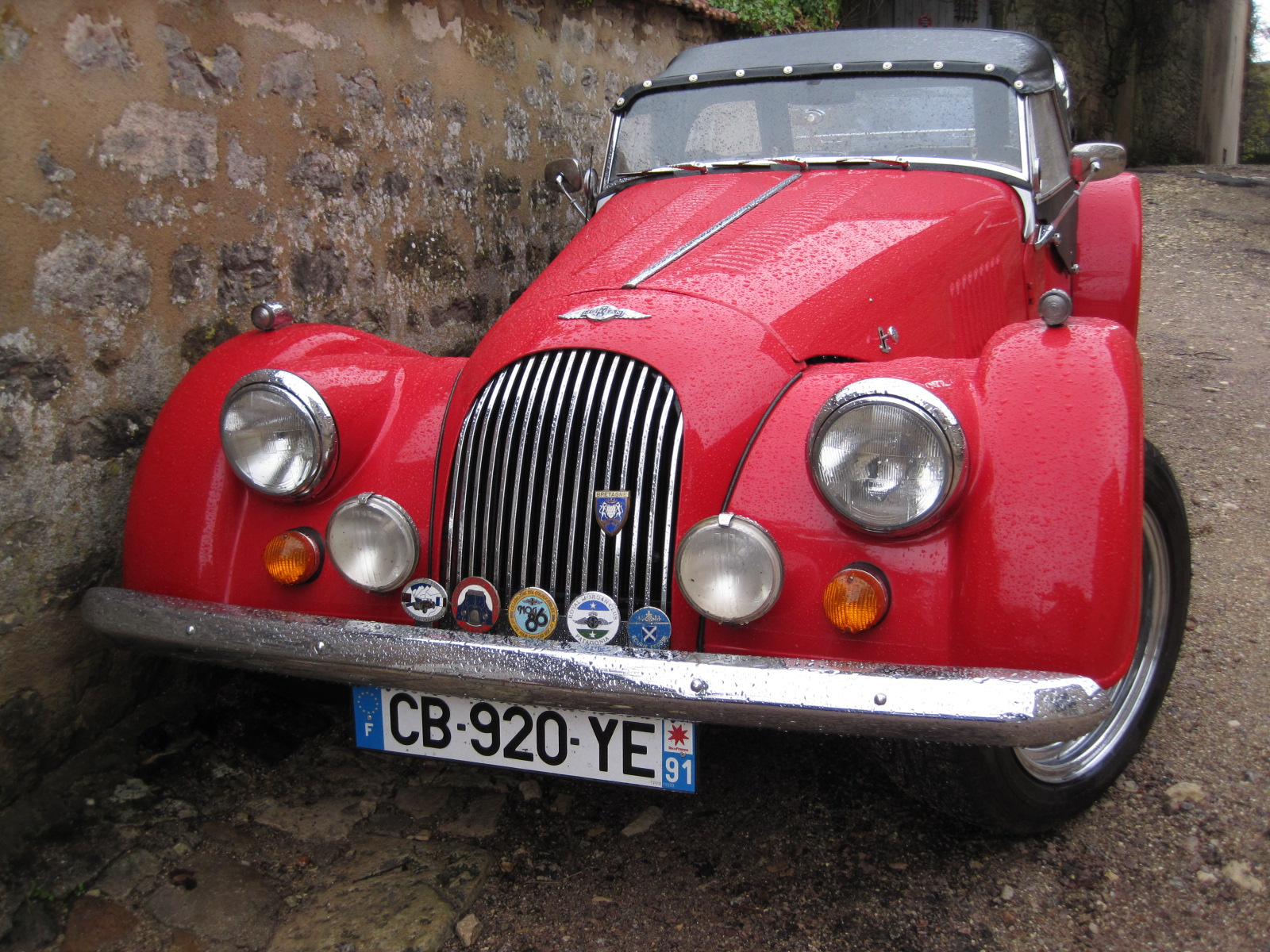
Morgan +8
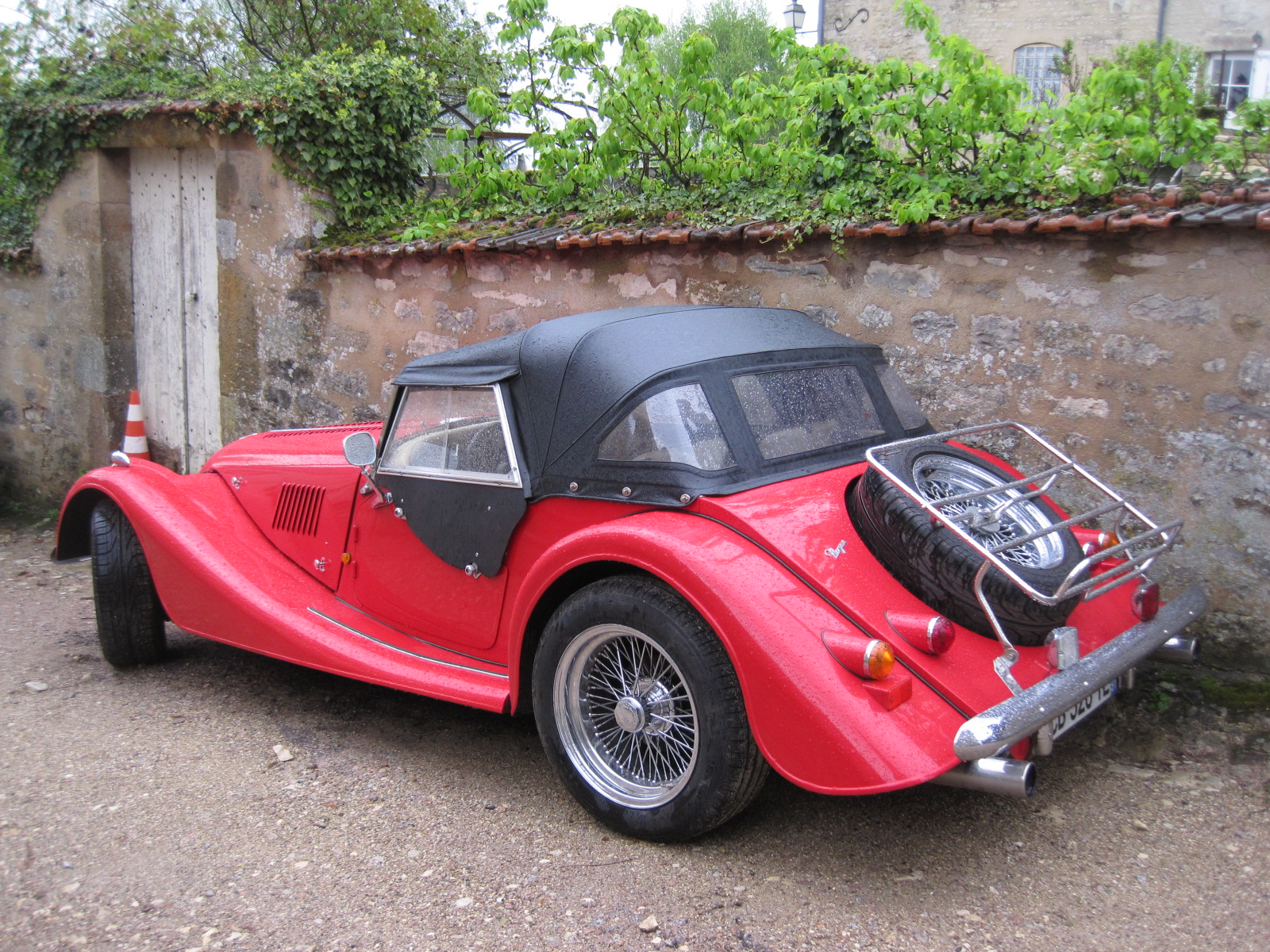
Morgan +8
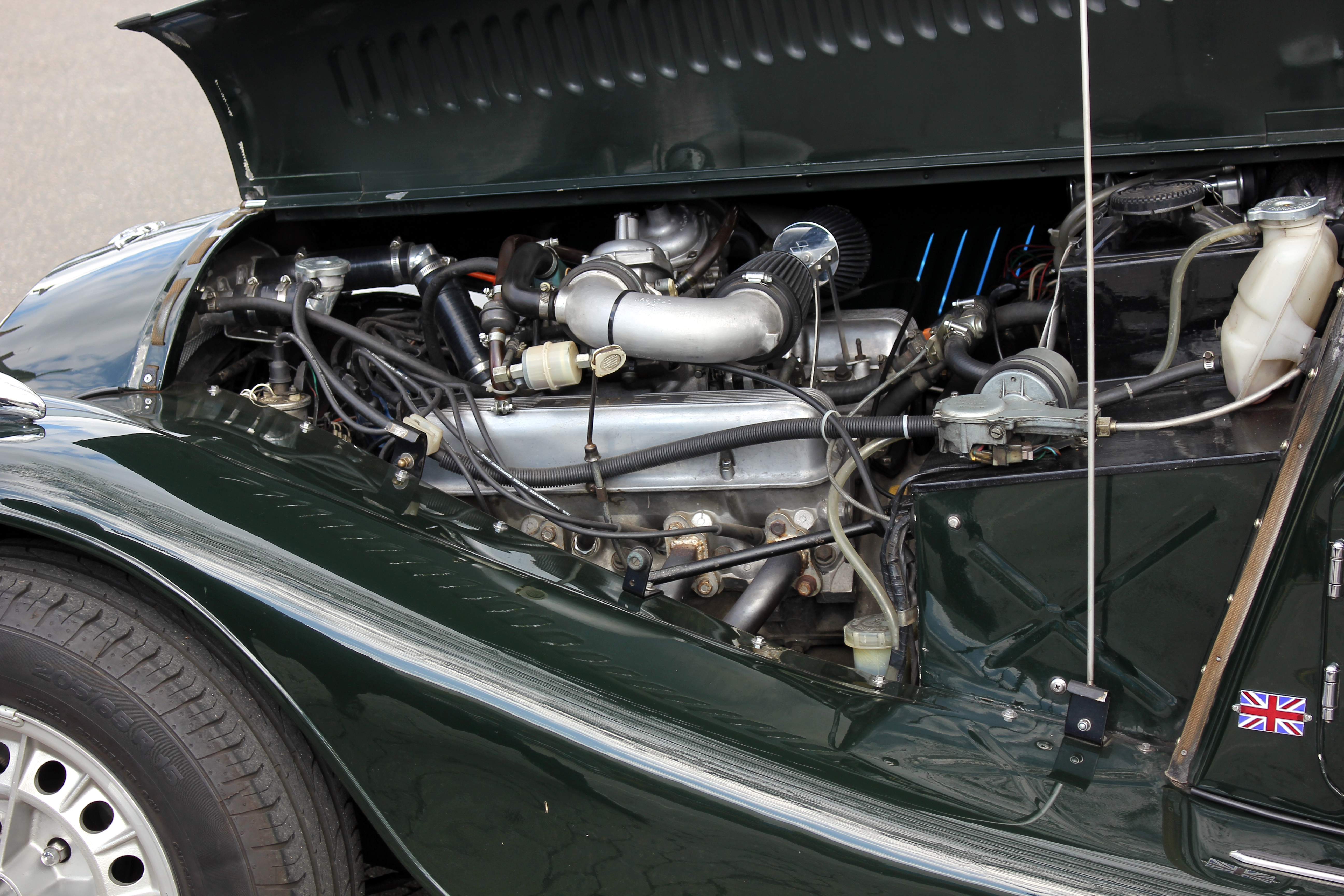
Moteur V8 Rover de la Morgan +8

En 1959, H.F.S. meurt, laissant l'entreprise à son fils Peter qui continue l'activité en maintenant la tradition familiale. Après son décès en 2003, son fils Charles assure la continuité de la direction de l'entreprise, jusqu'à son éviction par les actionnaires en 2013, à la suite des remous créés par son mariage "scandaleux" avec Kiera, une ambitieuse top model, de trente ans sa cadette.

## Modèles
- Morgan 3-Wheeler
- Morgan Série F
- Morgan 4/4
- Morgan Plus 8
- Morgan Plus 4
- Morgan Plus 4 Tourer
- Morgan Aero 8
- Morgan Roadster
- Morgan Eva GT
- Morgan Plus E
- Morgan EV3
- Morgan Plus 6
- Morgan Plus Four

## Export
- 2012 : arrivée officielle en Chine.
- 2016 : arrivée officielle en Argentine.